# Àssad ibn Abd-Al·lah
Àssad ibn Abd-Al·lah ibn Àssad al-Qasrí, més conegut simplement com a Àssad ibn Abd-Al·lah (mort 738) fou un governador àrab del Khurasan, del clan Qasr dels Bajila. Fou governador del 723/724 al 726/727 i del 735 al 738 sota l'autoritat del seu germà Khàlid ibn Abd-Al·lah al-Qasrí governador de l'Iraq i l'Orient durant el califat d'Hixam ibn Abd-al-Màlik (724–743).
El seu govern va coincidir amb l'ascens de les bandes turques que no podien ser aturades. Va fer expedicions a la zona del Parapomisus. El 726 va reconstruir Balkh destruïda per Qutayba ibn Múslim després de l'aixecament de Nezak, i hi va portar les tropes àrabs que estaven de guarnició a Barukan. La seva violència contra els mudarites locals va provocar una revolta i el califa el va destituir el 726/727.
Però el desordre va continuar, i el 734 es va revoltar Al-Hàrith ibn Surayj (que va durar fins al 746) que tenia el suport del prínceps locals, i finalment el califa el va tornar a nomenar governador el 735; llavors va rebutjar als rebels cap a l'altre costat de l'Oxus, però tot i una expedició que va fer a Samarcanda ja no va poder restaurar el domini àrab complet a Sogdiana. A fi i efecte de controlar el Tukharistan va establir una guarnició de 2500 soldats sirians a Balkh (736). El 737 va fer una expedició al Khuttal, però els prínceps locals van demanar ajut al kakhan dels Turcs Occidentals, Yollyg-tegin Izhan-Khan (734-739) en xinès conegut com a Su Lu, i va haver de retornar a Balkh després de patir fortes pèrdues en una batalla contra aquests l'1 d'octubre del 737.
Llavors les forces del rebel Al-Hàrith i dels prínceps de Sogdiana, amb el suport dels turcs, van creuar l'Oxus i van atacar Khurasan. Asad amb les seves forces sirianes i alguns contingents locals va sorprendre a l'exèrcit invasor a Kharistan i els va derrotar (desembre del 737) bloquejant la retirada dels que quedaven. Amb això va restaurar el poder àrab al Khurasan.
Va morir uns mesos després (738)
En els seus governs van començar a actuar a la província els emissaris dels futurs abbàssides. Va convertir a l'islam a un notable local, Saman-khudà, ancestre de la dinastia samànida, i el fill gran d'aquest va rebre el nom d'Àssad en honor seu. Els seus descendents van gaudir fins al govern d'Abdallah ibn Tahir (828-845) del feu de la vila d'Asadabad, construïda per ell a la proximitat de Naysabur. També un barri de Kufa fou creat per ell i va rebre el nom de Suk Asad.